# Aria (cognome)
Aria è un cognome di lingua italiana.

## Varianti
Aira, Ara, D'Aria, Dall'Ara, Dallara, Dell'Aira, Dell'Aria.

## Origine e diffusione
Il cognome è tipico di Italia meridionale e Triveneto, prevalente in Campania, Calabria e Sicilia.
Potrebbe derivare da un soprannome generico legato al termine aia.

## Persone
- Gian Paolo Dallara – ingegnere e imprenditore italiano, fondatore dell'omonima casa automobilistica